# Cabidos
Cabidos [kabidɔs] est une commune française, située dans le département des Pyrénées-Atlantiques et dans la région Nouvelle-Aquitaine. Les habitants de Cabidos se nomment les Cabidossais et les Cabidossaises.

## Géographie

### Localisation
La commune de Cabidos se trouve dans le département des Pyrénées-Atlantiques, en région Nouvelle-Aquitaine.
Elle se situe à 35 km par la route de Pau, préfecture du département, et à 31 km d'Artix, bureau centralisateur du canton d'Artix et Pays de Soubestre dont dépend la commune depuis 2015 pour les élections départementales. 
La commune fait en outre partie du bassin de vie d'Arzacq-Arraziguet.
Les communes les plus proches sont : 
Malaussanne (2,1 km), Philondenx (2,8 km), Montagut (3,3 km), Piets-Plasence-Moustrou (3,6 km), Louvigny (3,7 km), Garos (4,0 km), Arzacq-Arraziguet (4,2 km), Vignes (4,5 km).
Sur le plan historique et culturel, Cabidos fait partie de la province du Béarn, qui fut également un État et qui présente une unité historique et culturelle à laquelle s’oppose une diversité frappante de paysages au relief tourmenté.

### Communes limitrophes
Les communes limitrophes sont  Arzacq-Arraziguet, Garos, Malaussanne, Montagut, Philondenx et Piets-Plasence-Moustrou.
|                         | Malaussanne | Philondenx (Landes) |
| Montagut                | Cabidos     | Arzacq-Arraziguet   |
| Piets-Plasence-Moustrou | Garos       |                     |

### Hydrographie

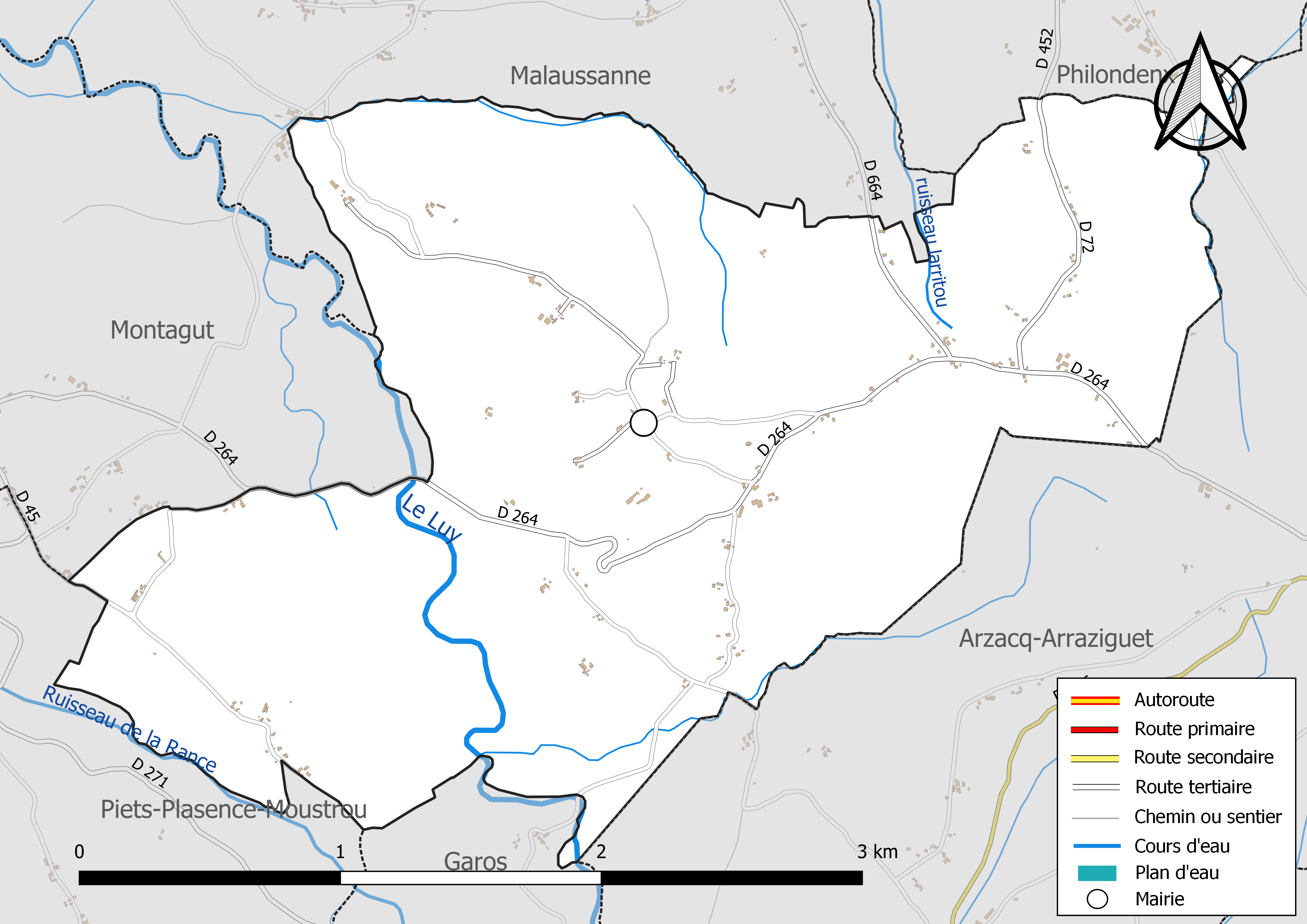
Réseaux hydrographique et routier de Cabidos.

La commune est drainée par le Luy, le ruisseau larritou et par divers petits cours d'eau, constituant un réseau hydrographique de 6 km de longueur totale,.
Le Luy, d'une longueur totale de 154,5 km, prend sa source dans la commune d'Espoey et s'écoule d'est en ouest. Il traverse la commune et se jette dans l'Adour à Rivière-Saas-et-Gourby, après avoir traversé 65 communes.

### Climat
Pour des articles plus généraux, voir Climat de la Nouvelle-Aquitaine et Climat des Pyrénées-Atlantiques.
Historiquement, la commune est exposée à un climat de montagne.  
En 2020, Météo-France publie une typologie des climats de la France métropolitaine dans laquelle la commune est dans une zone de transition entre le climat océanique et le climat de montagne et est dans la région climatique Pyrénées atlantiques, caractérisée par une pluviométrie élevée (>1 200 mm/an) en toutes saisons, des hivers très doux (7,5 °C en plaine) et des vents faibles.
Pour la période 1971-2000, la température annuelle moyenne est de 13,6 °C, avec une amplitude thermique annuelle de 14,7 °C. Le cumul annuel moyen de précipitations est de 1 149 mm, avec 11,9 jours de précipitations en janvier et 7,7 jours en juillet. Pour la période 1991-2020, la température moyenne annuelle observée sur la station météorologique la plus proche, située sur la commune de Pomps à 8 km à vol d'oiseau, est de 14,1 °C et le cumul annuel moyen de précipitations est de 1 062,2 mm,. Pour l'avenir, les paramètres climatiques de la commune estimés pour 2050 selon différents scénarios d’émission de gaz à effet de serre sont consultables sur un site dédié publié par Météo-France en novembre 2022.

### Milieux naturels et biodiversité
Aucun espace naturel présentant un intérêt patrimonial n'est recensé sur la commune dans l'inventaire national du patrimoine naturel,,.

## Urbanisme

### Typologie
Au 1er janvier 2024, Cabidos est catégorisée commune rurale à habitat très dispersé, selon la nouvelle grille communale de densité à sept niveaux définie par l'Insee en 2022.
Elle est située hors unité urbaine et hors attraction des villes,.

### Occupation des sols

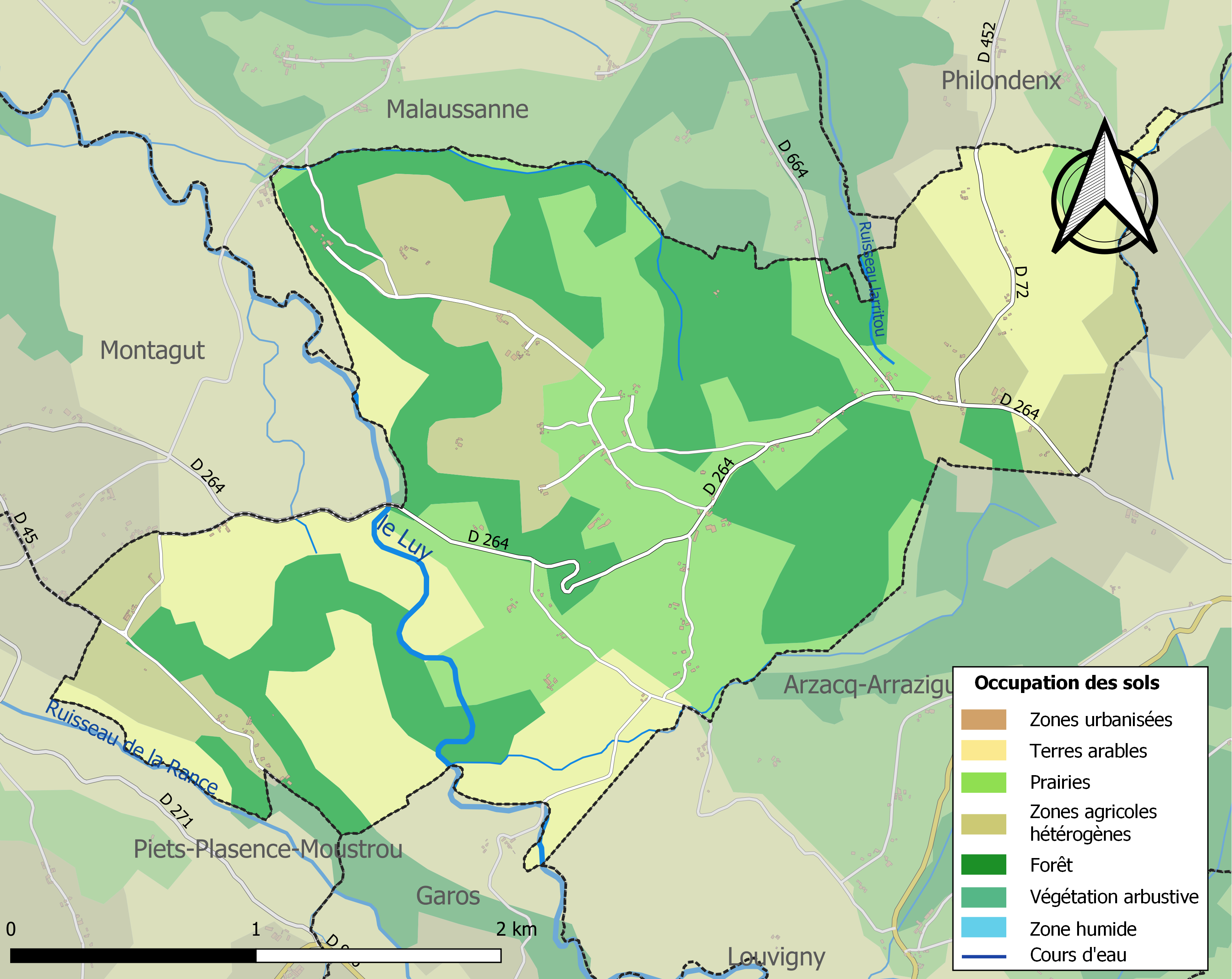
Carte des infrastructures et de l'occupation des sols de la commune en 2018 (CLC).

L'occupation des sols de la commune, telle qu'elle ressort de la base de données européenne d’occupation biophysique des sols Corine Land Cover (CLC), est marquée par l'importance des territoires agricoles (66,8 % en 2018), une proportion identique à celle de 1990 (66,8 %). La répartition détaillée en 2018 est la suivante : 
forêts (33,2 %), terres arables (24,6 %), prairies (23,6 %), zones agricoles hétérogènes (18,6 %). L'évolution de l’occupation des sols de la commune et de ses infrastructures peut être observée sur les différentes représentations cartographiques du territoire : la carte de Cassini (XVIIIe siècle), la carte d'état-major (1820-1866) et les cartes ou photos aériennes de l'IGN pour la période actuelle (1950 à aujourd'hui).

### Lieux-dits et hameaux
- Arblade
- Bergerot
- Castera
- Chalabar
- Céris
- Couscouret
- Coustaou
- Coutet
- l'Escudé
- Folys
- Lamothe
- Larroudé
- Louré
- Luyoo
- Pélude
- Peyrot
- Salles
- Trubessé

### Voies de communication et transports
La commune est desservie par les routes départementales D 72 et D 264.

### Risques majeurs
Le territoire de la commune de Cabidos est vulnérable à différents aléas naturels : météorologiques (tempête, orage, neige, grand froid, canicule ou sécheresse), inondations et séisme (sismicité modérée). Il est également exposé à un risque technologique, la rupture d'un barrage. Un site publié par le BRGM permet d'évaluer simplement et rapidement les risques d'un bien localisé soit par son adresse soit par le numéro de sa parcelle.

#### Risques naturels
Certaines parties du territoire communal sont susceptibles d’être affectées par le risque d’inondation par une crue à  débordement lent de cours d'eau, notamment le Luy. La commune a été reconnue en état de catastrophe naturelle au titre des dommages causés par les inondations et coulées de boue survenues en 1982, 1983, 2009 et 2018,.

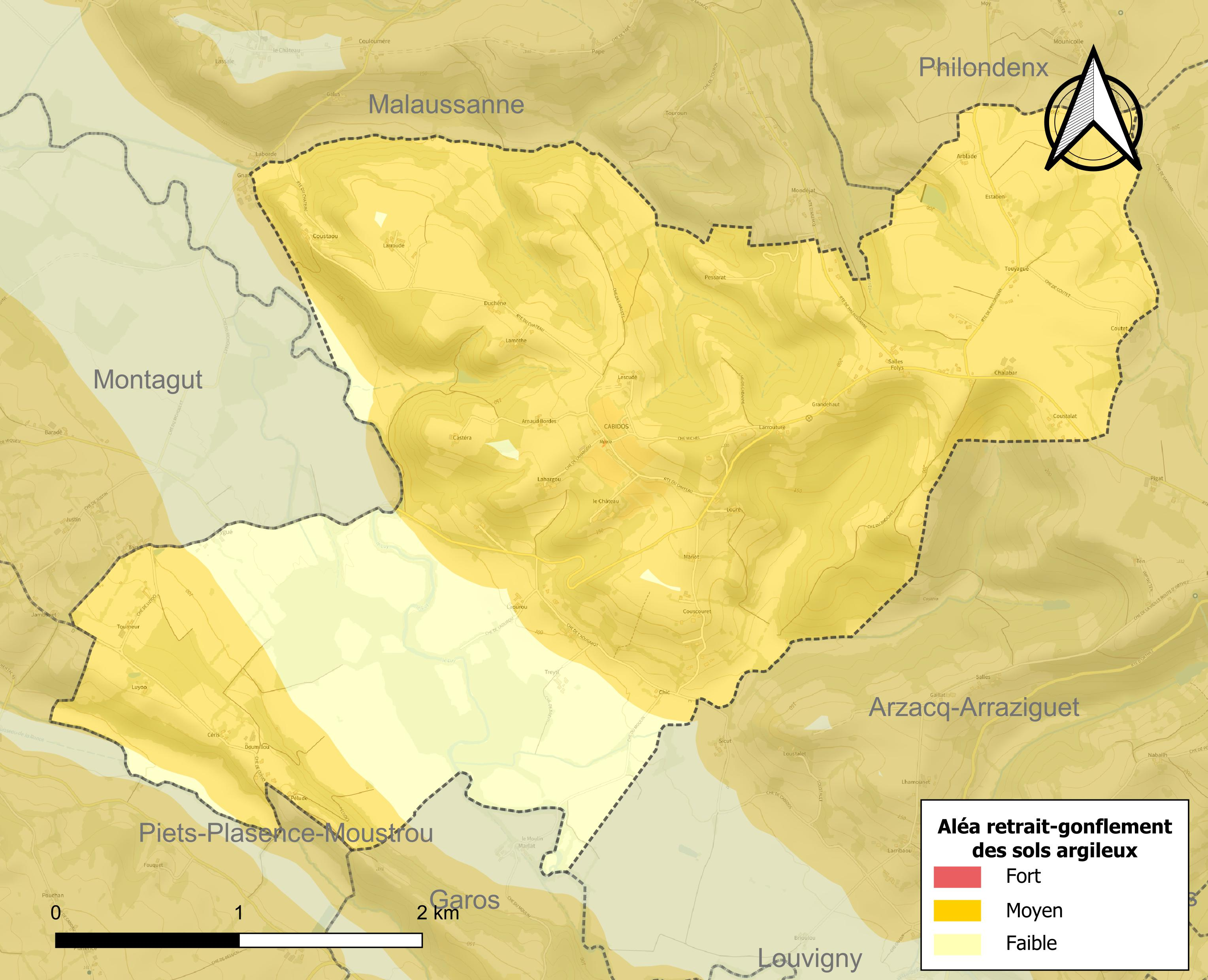
Carte des zones d'aléa retrait-gonflement des sols argileux de Cabidos.

Le retrait-gonflement des sols argileux est susceptible d'engendrer des dommages importants aux bâtiments en cas d’alternance de périodes de sécheresse et de pluie. 81,3 % de la superficie communale est en aléa moyen ou fort (59 % au niveau départemental et 48,5 % au niveau national). Depuis le 1er octobre 2020, en application de la loi ELAN, différentes contraintes s'imposent aux vendeurs, maîtres d'ouvrages ou constructeurs de biens situés dans une zone classée en aléa moyen ou fort,.

#### Risque technologique
La commune est en outre située en aval de barrages de classe A. À ce titre elle est susceptible d’être touchée par l’onde de submersion consécutive à la rupture de cet ouvrage.

## Toponymie
Le toponyme Cabidos est mentionné en 1323 (titres de Béarn) et apparaît sous les formes 
Cabidos en lo bayliadge de Garos (1442, contrats de Carresse) et 
Cabidos en France (1675, réformation de Béarn).
Le toponyme Luyoo apparaît sous les formes 
Les Luyos (1675, réformation de Béarn) et 
Luyos (1863, dictionnaire topographique Béarn-Pays basque).

## Histoire
Le village aurait pour origine une ancienne place forte sur laquelle furent installées deux mottes castrales. Cabidos fut longtemps rattachée au comté de Marsan, dans les Landes. Les Du Vignau, barons de Trubessé tenaient à fief Cabidos jusqu'à leur extinction au 19e siècle. Une abbaye existait à Trubessé. La première mention du village remonte à 1323, dans la charte du Béarn.
Paul Raymond note que Cassini n'inclut pas Cabidos dans la province de Béarn, et que la commune dût en être distraite postérieurement à 1442.

## Politique et administration

### Liste des maires
| Période                                  | Période  | Identité            | Étiquette | Qualité |
| ---------------------------------------- | -------- | ------------------- | --------- | ------- |
| Les données manquantes sont à compléter. |          |                     |           |         |
| 1945                                     | 1983     | Fernand Dupouy      | SE        |         |
| 1983                                     | 2008     | Arnaud Salles       | SE        |         |
| 2008                                     | 2014     | Jean-Marie Cazenave | SE        |         |
| 2014                                     | 2020     | Manu Ferreira       | SE        |         |
| 2020                                     | En cours | Isabelle Paré       | SE        |         |

### Intercommunalité
Cabidos appartient à trois structures intercommunales :
- la Communauté de communes des Luys en Béarn ;
- le syndicat AEP d'Arzacq ;
- le syndicat d’énergie des Pyrénées-Atlantiques.

## Population et société

### Démographie
L'évolution du nombre d'habitants est connue à travers les recensements de la population effectués dans la commune depuis 1793. Pour les communes de moins de 10 000 habitants, une enquête de recensement portant sur toute la population est réalisée tous les cinq ans, les populations de référence des années intermédiaires étant quant à elles estimées par interpolation ou extrapolation. Pour la commune, le premier recensement exhaustif entrant dans le cadre du nouveau dispositif a été réalisé en 2008.

En 2022, la commune comptait 170 habitants, en évolution de −8,11 % par rapport à 2016 (Pyrénées-Atlantiques : +3,78 %, France hors Mayotte : +2,11 %).
| 1793 | 1800 | 1806 | 1821 | 1831 | 1836 | 1841 | 1846 | 1851 |
| ---- | ---- | ---- | ---- | ---- | ---- | ---- | ---- | ---- |
| 316  | 203  | 291  | 308  | 378  | 400  | 366  | 395  | 401  |

| 1856 | 1861 | 1866 | 1872 | 1876 | 1881 | 1886 | 1891 | 1896 |
| ---- | ---- | ---- | ---- | ---- | ---- | ---- | ---- | ---- |
| 369  | 352  | 281  | 302  | 312  | 305  | 294  | 255  | 247  |

| 1901 | 1906 | 1911 | 1921 | 1926 | 1931 | 1936 | 1946 | 1954 |
| ---- | ---- | ---- | ---- | ---- | ---- | ---- | ---- | ---- |
| 240  | 245  | 246  | 210  | 205  | 208  | 227  | 219  | 208  |

| 1962 | 1968 | 1975 | 1982 | 1990 | 1999 | 2006 | 2008 | 2013 |
| ---- | ---- | ---- | ---- | ---- | ---- | ---- | ---- | ---- |
| 201  | 172  | 134  | 139  | 129  | 133  | 158  | 164  | 186  |

| 2018 | 2022 | - | - | - | - | - | - | - |
| ---- | ---- | - | - | - | - | - | - | - |
| 175  | 170  | - | - | - | - | - | - | - |

## Économie
Depuis les années 1990, la vigne a été réintroduite autour du château sous l'appellation de vin de pays des Pyrénées-Atlantiques (pour les blancs) et vin de table (pour les rouges). Deux domaines ont été successivement créés autour de l'église paroissiale : le château de Cabidos  et l'Escudé.

## Culture locale et patrimoine

### Patrimoine civil
On trouve sur la commune divers monuments :
En contrebas du village, le château de Cabidos, dit de Trubessé, date du XVIe siècle. Certaines parties sont classées à l'inventaire des monuments historiques depuis 1997.
Cabidos possède également des fermes des XVIIe, XVIIIe et XIXe siècles.
Le manoir du lieu-dit Luyoo date des XVIIe et XVIIIe siècles. La présence de deux châteaux sur le village peut être expliquée par l'ancienne place forte à l'origine du village.
Situé juste à côté de l'église et du cimetière, le monument aux morts érigé juste après la guerre de 1914-1918 rendant hommage aux cinq Cabidossais morts à la guerre. Une plaque commémorative fut rajoutée en hommage à un déporté en Pologne durant la guerre de 1939-1945.

### Patrimoine religieux
Le village possède une église, l'église Assomption-de-la-Bienheureuse-Vierge-Marie, si la première mention de l’église paroissiale de Cabidos n’apparaît qu’au XVIe siècle, sa construction remonte au Moyen Âge. En 1599, l’édifice figure sous le vocable de Saint-Eutrope, dévotion ancestrale qui se perpétue jusqu’au XVIIe siècle et qui témoigne de l’ancienneté de l’édifice.
La nef et la partie intérieure de l’abside datent de l’époque romane et démontrent que l’église a été édifiée au XIIe siècle. Le bas-côté nord est ajouté ultérieurement, durant le XIVe siècle.
Au XVIIIe siècle, celle-ci est dédiée à l’Assomption de Notre-Dame. En 1827, l’édifice est consolidé une première fois, puis restauré entre 1884 et 1885.  Elle recèle divers mobiliers et objets dont six stèles discoïdales recensés par le ministère de la Culture.

### Équipements
Éducation
La commune dispose d'une école maternelle et élémentaire. Cette école a été équipée d'un tableau numérique et d'une salle de classe pour les élèves de maternelles en 2011, ce qui porte à deux le nombre de salles de classe de l'école.
Infrastructure
La commune dispose également d'un foyer communal.

## Vie associative

### Comité des fêtes
Le comité des fêtes de Cabidos est une association à but non lucratif type loi de 1901 fondée en 1969. Cette association organise chaque année un certain nombre d'évènements sur la commune. On peut citer notamment les fêtes patronales du village chaque année durant le premier week-end après le 15 août. La date des fêtes n'est pas sans rappeler l'église Assomption-de-la-Bienheureuse-Vierge-Marie.
L'association est composée de jeunes bénévoles.

## Pour approfondir